# Лі Да Хе
Бьон Да Хе (кор. 변다혜, 卞多惠, нар. 19 квітня 1984, Сеул, Республіка Корея), відома під псевдонімом Лі Да Хе (кор. 이다해, 李多海) — південнокорейська телеакторка. Найбільш відома головними ролями у популярних серіалах; «Мисливці на рабів», «Айріс II: Нове покоління» та інших.

## Біографія
Бьон Да Хе народилася 19 квітня 1984 року у столиці Південної Кореї місті Сеул. Коли Да Хе навчалася в середній школі її родина переїжджає до Сіднея. Повернулася на батьківщину вона у 2001 році, та взяла участь у традиційному конкурсі Міс Чунхян отримавши головну нагороду конкурсу. Взявши сценічне ім'я, Лі Да Хе у наступному році розпочала свою акторську кар'єру з другорядних ролей у телесеріалах. Першу головну роль Да Хе зіграла у серіалі «Доля Небес» 2004 року, в якому вона зіграла молоду дівчину в тіло якої час від часу вселявся дух і вона була змушена стати шаманкою. За цю роль вона отримала нагороду Краща нова акторка телебачення на Премії Пексан. У наступному році вона отримала головні ролі одразу в двох серіалах, вдало виконані ролі принесли Да Хе нагороди та визнання акторського таланту. Завдяки тому що Да Хе володіє не тільки корейською а ще й англійською, китайською та японською мовами, вона знімалася також у китайських серіалах.

## Фільмографія

### Телевізійні серіали
| Рік  | Назва                                   | Роль                | Мережа        |
| ---- | --------------------------------------- | ------------------- | ------------- |
| 2002 | «Пак Чон Чхоль, гарний молодий чоловік» | Лі Инджу            | MBC           |
| 2002 | «Лінг, Лінг»                            | Сон Инха            | MBC           |
| 2003 | «Гарні Новини»                          |                     | MBC           |
| 2004 | «Солодкі 18»                            | Мун Гайон           | KBS2          |
| 2004 | «Зіркове ехо»                           | Чійон               | MBC / Fuji TV |
| 2004 | «Доля небес»                            | Юн Човон            | MBC           |
| 2005 | «Зелена роза»                           | О Суа               | SBS           |
| 2005 | «Моя дівчина»                           | Чу Юрін             | SBS           |
| 2007 | «Вітаю! Міс»                            | Лі Суха             | KBS2          |
| 2008 | «Грабіжник»                             | Чін Дальре          | SBS           |
| 2008 | «На схід від Едена»                     | Мін Хьорін          | MBC           |
| 2010 | «Мисливці на рабів»                     | Унньон / Кім Хьовон | KBS2          |
| 2010 | «Втеча: План Б»                         | Хьовон (Камео)      | KBS2          |
| 2011 | «Міс Ріплі»                             | Чан Мірі            | MBC           |
| 2012 | «Реальна любов»                         | Ван Ксіо Ксіа       | Hunan TV      |
| 2013 | «Айріс II: Нове покоління»              | Чі Суйон            | KBS2          |
| 2014 | «Королівський готель»                   | А Моне              | MBC           |
| 2016 | «Кращий коханець»                       | Цой Хванйон         | Youku         |
| 2018 | «Гарна відьма»                          | Ча Сонхі / Ча Дохі  | SBS           |

### Появи у музичних кліпах
| Рік  | Назва пісні                               | Артист          |
| ---- | ----------------------------------------- | --------------- |
| 2002 | «Someday»                                 | J-Walk          |
| 2007 | «I Love Rock 'n' Roll» (Корейська версія) | Лі Да Хе        |
| 2008 | «Memory»                                  | Кім Бом Су      |
| 2009 | «Pas de Deux»                             | Вілл Пен        |
| 2009 | «Today's Horoscope»                       | Кім Хьон Джун   |
| 2010 | «I Will Move Away»                        | Brown Eyed Soul |

## Нагороди
| Рік  | Нагорода                                  | Категорія                                                       | Робота                      | Результат | Прим. |
| ---- | ----------------------------------------- | --------------------------------------------------------------- | --------------------------- | --------- | ----- |
| 2001 | 71-й Конкурс «міс Чунхян»                 |                                                                 |                             | Перемога  |       |
| 2004 | 23-тя Премія MBC драма                    | Краща нова акторка                                              | «Доля небес»                | Перемога  |       |
| 2005 | 41-а Премія Пексан                        | Краща нова акторка телебачення                                  | «Доля небес»                | Перемога  | [ 4 ] |
| 2005 | 13-та Премія SBS драма                    | Нагорода за високу майстерність (акторки спеціальних драм)      | «Зелена роза» «Моя дівчина» | Перемога  |       |
| 2006 | 14-та Премія SBS драма                    | Топ-10 зірок                                                    | «Моя дівчина»               | Перемога  |       |
| 2007 | 21-ша Премія KBS драма                    | Нагорода за високу майстерність (акторки мінісеріалу)           | «Вітаю! Міс»                | Перемога  | [ 5 ] |
| 2008 | 27-ма Премія MBC драма                    | Нагорода за високу майстерність (акторки)                       | «На схід від Едена»         | Номінація |       |
| 2008 | 16-та Премія SBS драма                    | Нагорода за високу майстерність (акторки спеціальних драм)      | «Грабіжник»                 | Номінація |       |
| 2009 | 4-й Азійський фестиваль моделей           | Популярна зірка                                                 |                             | Перемога  |       |
| 2010 | 47-й Savings Day                          | Presidential Citation for Frugality                             |                             | Перемога  |       |
| 2010 | China Fashion Awards                      | Азійський фешн-лідер                                            |                             | Перемога  | [ 6 ] |
| 2010 | 24-та Премія KBS драма                    | Краща пара разом з Чан Хьоком                                   | «Мисливці на рабів»         | Перемога  | [ 7 ] |
| 2010 | 24-та Премія KBS драма                    | Нагорода за високу майстерність (акторки середньотривалих драм) | «Мисливці на рабів»         | Номінація |       |
| 2010 | 24-та Премія KBS драма                    | Нагорода за високу майстерність (акторки)                       | «Мисливці на рабів»         | Номінація |       |
| 2011 | 6-й Азійський фестиваль моделей           | Азійська зірка                                                  |                             | Перемога  |       |
| 2011 | Премія Yahoo! Asia Buzz                   | Корейська Топ-зірка (акторки)                                   |                             | Перемога  |       |
| 2011 | 19-а Премія корейської культури та розваг | Головний приз (Daesang)                                         | «Міс Ріплі»                 | Перемога  | [ 8 ] |
| 2011 | 30-та Премія MBC драма                    | Нагорода за високу майстерність (акторки мінісеріалу)           | «Міс Ріплі»                 | Номінація |       |
| 2012 | 3-я Премія LeTV фільми та серіали         | Краща акторка телесеріалу                                       | «Реальна любов»             | Перемога  | [ 9 ] |
| 2013 | 8-й Азійський фестиваль моделей           | Азійська зірка                                                  |                             | Перемога  |       |
| 2013 | 27-ма Премія KBS драма                    | Нагорода за високу майстерність (акторки середньотривалих драм) | «Айріс II: Нове покоління»  | Номінація |       |
| 2014 | 33-тя Премія MBC драма                    | Нагорода за високу майстерність (акторки спеціальних драм)      | «Королівський готель»       | Номінація |       |